# Terézia Mora
Térezia Mora (Sopron, 5 febbraio 1971) è una scrittrice ungherese naturalizzata tedesca.

## Biografia
Nata in Ungheria da una famiglia con origini tedesche e cresciuta bilingue, a seguito dei mutamenti politici in Ungheria, nel 1990 si trasferì in Germania per studiare lingua e cultura ungherese e teatro all'Università Humboldt di Berlino e, in seguito, sceneggiatura all'Accademia tedesca del cinema e della televisione di Berlino.
Dopo gli studi, ha continuato a vivere a Berlino e a pubblicare le sue opere in tedesco, oltre ad occuparsi di traduzioni dall'ungherese. Tra i temi esplorati, sono ricorrenti le afflizioni della vita umana.
È stata insignita di diversi premi letterari: nel 2000 e nel 2010 il Premio Adelbert von Chamisso, nel 2006 il Premio Roma dell'Accademia Tedesca Roma Villa Massimo, nel 2013 il Deutscher Buchpreis per il suo romanzo Das Ungeheuer, nel 2018 il Premio Roswitha e il Premio Georg Büchner. Nel 2021 ha ricevuto la Croce dell'Ordine al merito di Germania.
Dal 2015 è membro dell'Accademia tedesca per la lingua e la letteratura. È sposata e ha una figlia.

## Opere

### Racconti
- Terézia Mora, Seltsame Materie, Rowohlt Verlag, Reinbek, 1999, ISBN 978-3-498-04471-8.[12]

### Romanzi
- Terézia Mora, Tutti i giorni [Alle tage], traduzione di Margherita Carbonaro, Mondadori, 8 settembre 2009  [2004], ISBN 9788804592518.
- Terézia Mora, Dall'album di famiglia prose brevi [Aus dem Familienalbum. Einige kurze Texte], collana Neapolitanische Lesungen, Berlino-Roma, Accademia Tedesca Roma Villa Massimo, 2007, ISBN 9788861570283.
- Terézia Mora, Der einzige Mann auf dem Kontinent, Luchterhand Literaturverlag, Monaco, 2009, ISBN 978-3-630-87271-1.
- Terézia Mora, Das Ungeheuer, Luchterhand Literaturverlag, Monaco, 2013, ISBN 978-3-630-87365-7
- Terézia Mora, L'amore tra alieni [Die Liebe unter Aliens], traduzione di Daria Biagi, Keller, 29 settembre 2021  [2016], ISBN 9791259520302.
- Terézia Mora, Auf dem Seil, Luchterhand Literaturverlag, Monaco, 2019, ISBN 978-3-630-87497-5[13]
- Terézia Mora, Fleckenverlauf. Ein Tage- und Arbeitsbuch, Luchterhand, Monaco, 2021, ISBN 978-3-630-87669-6
- Terézia Mora, La metà della vita [Muna oder Die Hälfte des Lebens], traduzione di Daria Biagi, Gramma Feltrinelli, 5 novembre 2024  [2023], ISBN 9791256240128.[14]

### Lezioni
- Terézia Mora, Nicht sterben, Luchterhand, Monaco, 2015, ISBN 978-3-630-87451-7
- Terézia Mora, Der geheime Text, Sonderzahl, Vienna 2016, ISBN 978-3-85449-451-5